# Centrum Techniki i Rozwoju Regionu „Muzeum Nowoczesności” w Olsztynie
Das Centrum Techniki i Rozwoju Regionu „Muzeum Nowoczesności“ w Olsztynie (deutsch Zentrum für Technik und Entwicklung – „Museum der Moderne“ in Allenstein) ist ein Museum und eine Bildungseinrichtung, in dem, getragen vom Kulturreferat der Stadt Olsztyn (deutsch Allenstein), die technische Entwicklung in der Stadt sowie in Ermland und Masuren im 19. Jahrhundert und in der ersten Hälfte des 20. Jahrhunderts beschrieben wird.

## Geschichte
Das Museum befindet sich im 1884 in Fachwerkbauweise errichteten Sägewerk von Louis und Rudolf Raphaelsohn in der Nähe des Allensteiner Stadtparks. Mit seinem hohen Schornstein ist es das einzige erhaltene Relikt des alten Industriegebietes von Allenstein aus der Zeit der dynamischen Entwicklung der Stadt in der zweiten Hälfte des 19. und frühen 20. Jahrhunderts. Hier lagen weitere Sägewerke, ein Gaswerk, eine Maschinenfabrik, Brauereibetriebe und eine Essig- und Senffabrik. Einst befand sich an der Gebäudeseite zur Alle ein Wasserbecken, das zum Aufsammeln des treibenden Holzes diente.
1930 wurden die Gebäude von den Stadtwerken übernommen. Nach dem Zweiten Weltkrieg vorgenommene Änderungen am Gebäude, die der Anpassung an neue Funktionen dienten, wie Lagerhallen, Werkstätten und Sozialräume, verwischten die ursprüngliche Funktion. 1987 wurde das Werk aufgeben und blieb dem Verfall ausgesetzt. 2010 wurde das Gebäude an das Stadtkulturzentrum übergeben und 2011 begannen die Sanierungsarbeiten an dem seit 2007 denkmalgeschützten Gebäude für das Regionalzentrum der Technik und Entwicklung. Dabei wurden im Innenraum erhaltene Relikte der industriellen Vergangenheit des Gebäudes freigelegt und der Schornstein, der aus der aufgegebenen Ziegelei aus Rozogi stammt, neu aufgebaut. Das Projekt wurde durch den Europäischen Fonds für regionale Entwicklung im Rahmen des regionalen Programms für die Woiwodschaft Ermland-Masuren für die Jahre 2007 bis 2013 kofinanziert.

## Sammlungen und Ausstellungen

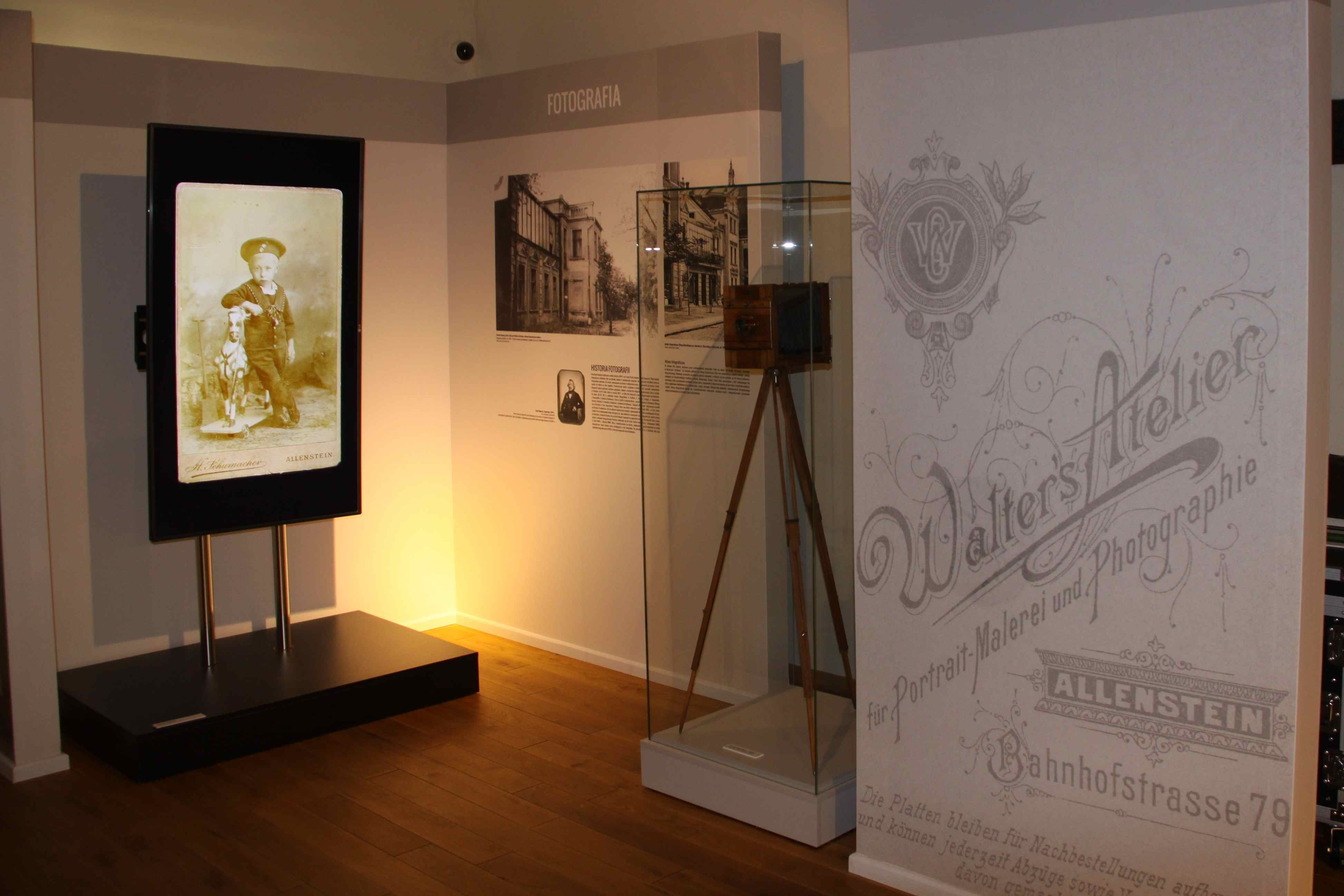
Ausstellungsraum Fotografie

Die originalen Stadtpläne geben eine Übersicht über die vielfältigen technischen Projekte in der ostpreußischen Stadt aus der Zeit lange vor dem Ersten Weltkrieg bis 1945. Die Entwicklung der Verkehrslinien der Stadt mit Straßenbahn, Omnibus und O-Bus von 1907 und 1939 wird, reich bebildert mit Aufnahmen der Triebwagen der Waggon- und Maschinenfabrik A. G. Bautzen und Büssing-Bussen beschrieben und ergänzt durch den Fahrplan der Straßenbahn aus dem Jahre 1913, originalen Fahrscheinen und dem aus Fotos und Beschreibungen rekonstruierten Modell des ersten Straßenbahnwagens.
Weitere ausführlich dargestellte Themenbereich sind die Entstehung der Gas- und Wasserversorgung und die Abwasserentsorgung der Stadt sowie der Ausbau der Stromversorgung. Bilder zeigen über die Stadt hinaus die ökonomische Entwicklung in der Region wie die Geschichte und Erzeugnisse des Automobilbauers Komnick und des Maschinen-, Schiffs- und Lokomotivbaubetriebes Schichau in Elbing. Ein Kapitel ist dem gesamten Brauwesen Ostpreußens gewidmet, zahlreiche Originalflaschen werden als Schauobjekte präsentiert. Zudem wird die „Gewerbeausstellung Allenstein 1910“ in allen ihren Details dargestellt.
Die 1912/1913 gebaute Aufzugkabine aus dem Allensteiner Rathaus steht als Original-Schaustück im ersten Stockwerk des Museums. Dort wird der Postdienst in Ostpreußen mit echt gelaufenen Belegen, die Entwicklung des Eisenbahnwesens, der Telefon- und der Telegrafenverbindungen ausführlich erläutert. Die Entstehung des planmäßigen Flugverkehrs mit dem Flugplatz Deuten und dem Militärluftschiffhafen Diwitten, die 1925 geplante Erweiterung des Oberländischen Kanals zwischen Osterrode und Allenstein und das Pressewesen der Region werden erklärt.
Die damals aufkommende Familienfotografie hat eine Sammlung von Porträts aus dem späten 19. und frühen 20. Jahrhundert sowie Fotografien von Geschäfts- und Privaträumen aus der gleichen Periode in 3D-Technologie hinterlassen.
Große Bildtafeln sind Ostpreußens Erfindern und Forschern gewidmet. So sind die Lebenswerke von Wilhelm Wien, der 1911 dafür den Nobelpreis für Physik erhielt und Emil von Behring, dem Träger des ersten Nobelpreises für Physiologie oder Medizin, von Architekt Erich Mendelsohn und von Johann Hermann Ganswindt, dem Erfinder und Raketenpionier, ausführlich erläutert.

## Sonderausstellungen
Ein ganzer Raum mit zahlreichen Bildern ist der am 15. April 2015 eröffneten Sonderausstellung über den aktuellen Zustand des Masurischen Kanals gewidmet.